# Violeta Denou
Violeta Denou es el seudónimo con el que firman Carlota Goyta Vendrell, Asunción Esteban Noguera y Ana Vidal, ilustradoras dedicadas sobre todo a la literatura infantil, conocidas especialmente por su obra Teo (personaje). El grupo artístico se inició en el año 1977.

## Premios
- Premio Critici en Erba, Bolonia (1981)  por The River.[2]
- Medalla de Oro al Mérito en las Bellas Artes (2010).[3]